# シェーンフリース記号
シェーンフリース記号（シェーンフリースきごう、英: Schoenflies notation）とは、点群を記述、即ち、対象とする図形や物体の対称性を記述するために用いられる記法の一つである。主に分子に対して用いられることが多い。
他に、点群を記述するための記法としては、ヘルマン・モーガン記号（国際記法、英: Hermann–Mauguin notation）がある。これは、主に結晶の対称性を記述するのに用いられる。
ドイツの数学者、アーサー・モーリッツ・シェーンフリース（Arthur Moritz Schönflies）に因む。

## 記法

### 主記号
対称要素の種類により、以下の主記号（と添え字）が用いられる。
- Cn（英: cyclic） - 回転対称

対象とする図形がn回対称、即ち、ある軸（主回転軸）の周りに(360 / n)° 回転させると自らと重なる。
- Dn（英: dihedral） - 二面体群対称

図形がn回対称で、かつ、主回転軸に垂直なn本のC2軸を持つ。
- Sn（独: Spiegel） - 回映対称

図形が、主回転軸の周りに(360 / n)° 回転させてからその軸に垂直な平面についての鏡像をとると自らと重なる。
- Ci（英: inversion） - 反転対称

図形が、ある点（反転中心）について点対称である。
- Cs（独: Spiegel） - 鏡映対称

図形が、ある平面（鏡映面）について鏡映対称である。
- T（英: tetrahedral） - 正四面体型

図形が、正四面体と同様の4本のC3軸と3本のD2軸を持つ。
- O（英: octahedral） - 正八面体型

図形が、正八面体と同様の3本のD4軸と4本のD3軸と6本のD2軸を持つ。
- I（英: icosahedral） - 正二十面体型

図形が、正二十面体と同様の6本のD5軸と10本のD3軸と15本のD2軸を持つ。

### 付加記号
更に、図形が鏡映面を持つ場合は、その位置に応じて以下の付加記号が用いられる。
- h（英: horizontal） - 水平（主回転軸に垂直）

主回転軸に垂直な平面について鏡映対称である。
- v（英: vertical） - 垂直（主回転軸に平行）

主回転軸を通る鏡映面を持つ（回転対称性よりこの鏡映面はn個ある）。
- d（英: diagonal） - 対角的（主回転軸に平行）

主記号がDで主回転軸を通る鏡映面を持ち、主回転軸に垂直な鏡映面を持たないとき、鏡映面は隣り合う2本のC2軸の2等分線と主回転軸を通るので、添え字dが用いられる。vが用いられることもある。
但し、正多面体型の対称性に対しては、付加記号の選び方が若干変則的になる。
- 主記号がTの場合
  - 2本のD2軸を通る鏡映面を持つ場合、Thと表記される。
  - 2本のC3軸を通る鏡映面を持つ場合、Tdと表記される。
- 主記号がOの場合
  - 2本のD4軸を通る鏡映面を持つ場合、Ohと表記される。
- 主記号がI の場合
  - 2本のD5軸を通る鏡映面を持つ場合（これに垂直な回転軸はD2軸であり、主回転軸とは呼べないが）、Ihと表記される。

## 制約
上で述べた記号の組み合わせが全て使われるわけではない。

### n=1 に於ける制約
- C1h、C1v、S1はCsと一致するが、通常はCsと表記する。
- D1はC2と一致するが、通常はC2と表記する。
- D1hはC2vと一致するが、通常はC2vと表記する。
- D1dはC2hと一致するが、通常はC2hと表記する。

### 回転角に対する制約
- Snは、nが奇数のときCnhと一致するので、nが偶数の場合にのみ用いられる。

### 付加記号に対する制約
- Ci、Csに対しては、付加記号は用いられない。
- SnhはCnhと一致するので用いられない。
- S2nvはDndと一致するので用いられない。

## 具体例

### 図形
いくつかの図形の点群をシェーンフリース記号で表記すると、以下のようになる。
- 正n角錐 - Cnv
- 正n角柱 - Dnh
- 正反n角柱 - Dnd
- 正四面体 - Td
- 正六面体（立方体） - Oh
- 正八面体 - Oh
- 正二十面体 - Ih

### 分子
- 水 - C2v
- アンモニア - C3v
- エタン - D3d
- キュバン - Td
- フラーレン - Ih

### 物体
- プロペラ - Cn
- バレーボール - Th